# 松田雪柯
松田 雪柯（まつだ せっか、文政6年3月5日（1823年4月15日） - 明治14年（1881年）9月3日）は、伊勢山田（現在の三重県伊勢市）生まれの書家。名は元修、字は子践、幼名は慶太郎、通称は縫殿（ぬい）、雪柯は号で、別号に澹所などがある。

## 業績
幕末の三筆と称される貫名菘翁の書法を日下部鳴鶴・巖谷一六などに指導した。また、明治13年（1880年）清の楊守敬が漢魏六朝の碑帖を携えて来日した後、巌谷一六・松田雪柯・日下部鳴鶴の3人は楊守敬に師事して書法を研究し、六朝書道を提唱し興隆させた。

## 略歴

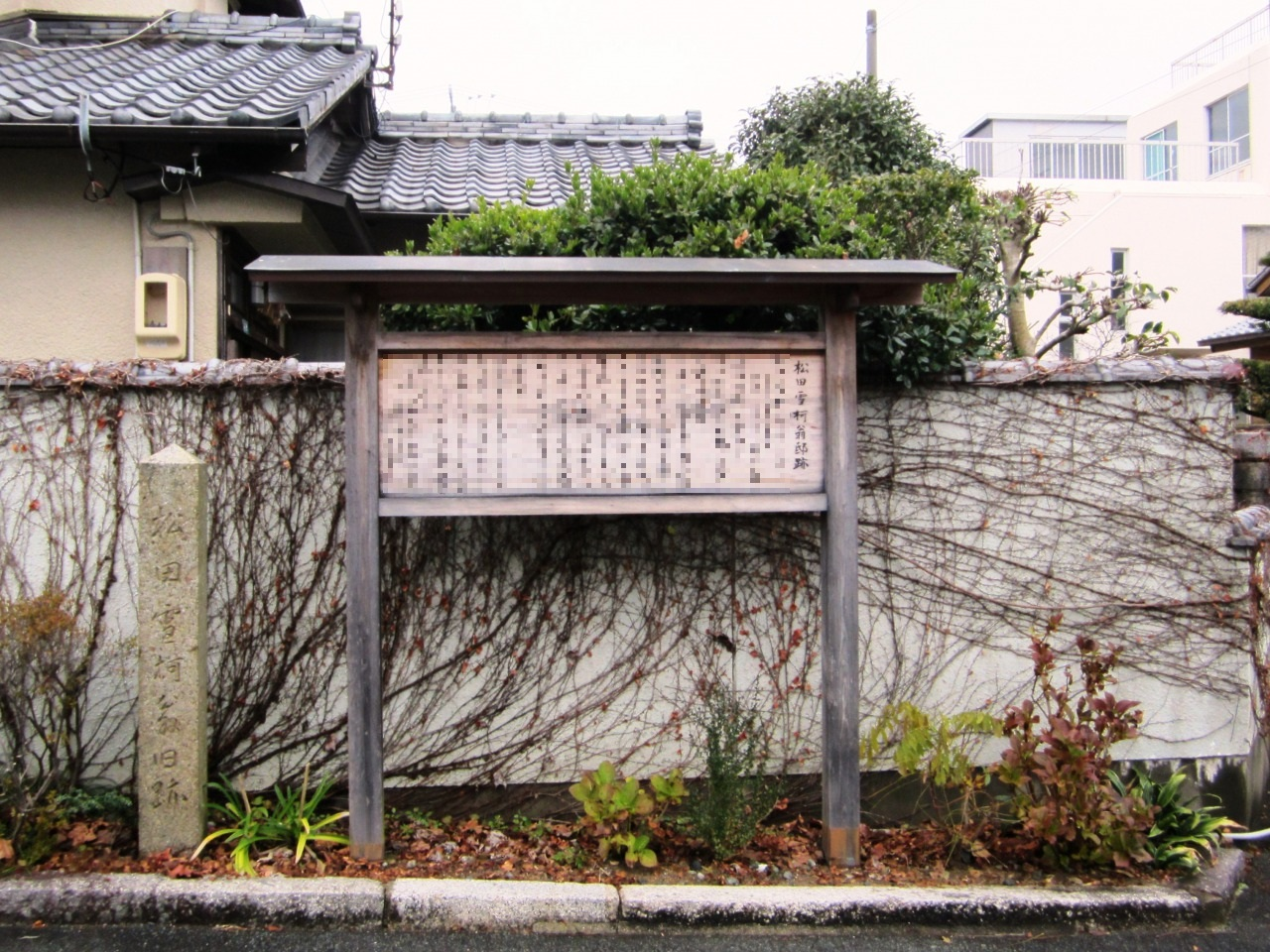
松田雪柯邸跡（三重県伊勢市一志町）

文政6年（1823年）、伊勢山田一志久保町に生まれる。家は代々伊勢神宮の祠官であり、幼少の頃から父（適翁）に書画を習い、のちに貫名菘翁などの門人となって、書画の鑑識・書法・水墨画などを学んだ。明治11年（1878年）日下部鳴鶴・巌谷一六の招きで祠官を辞して上京し、麹町平川町の一六の家に3年間寓居した。隣は鳴鶴の家であった。そして書法の研究と書画の鑑識を目的とする研究会「述筆法堂清談会」を主宰し、鳴鶴・一六も指導を仰いだ。晩年の明治13年（1880年）から1年間、楊守敬に師事し、六朝書道に傾倒した。
| 文政6年  | 1823年 |      | - 3月5日、伊勢山田（現在の三重県伊勢市）に生まれる。                                                         |
| 嘉永6年  | 1853年 | 30歳 | - 京都にて貫名菘翁の益を受ける。                                                                             |
| 万延元年 | 1860年 | 37歳 | - 11月3日、正六位上に叙す。                                                                                  |
| 明治11年 | 1878年 | 55歳 | - 6月13日、伊勢神宮に辞表を提出した。 - 日下部鳴鶴・巖谷一六の招きで上京する。 - 8月、『段氏述筆法』を執筆。 |
| 明治12年 | 1879年 | 56歳 | - 2月3日、「述筆法堂清談会」初会合。                                                                         |
| 明治13年 | 1880年 | 57歳 | - 2月、『段氏述筆法』完成（80部）。 - 7月17日、楊守敬と初会見。 - 8月21日、楊に執筆・用筆法を問う。          |
| 明治14年 | 1881年 | 58歳 | - 5月24日、病をえて帰郷する。 - 9月3日、永眠。                                                               |
| 明治16年 | 1883年 |      | - 『段氏述筆法』（松田雪柯書・矢土勝之編）が前田黙鳳の鳳文館より刊行。                                       |

## 述筆法堂清談会
清の楊守敬の来日は日本の書道界に大きな衝撃を与えたが、それより3、4年前から、雪柯は清の段玉裁の「述筆法」を研究していた。そして明治13年（1880年）に『段氏述筆法』を完成し、自費出版（80部）しているが、この『段氏述筆法』の題字（山陰遺法）は三条梨堂、叙文は日下部鳴鶴、跋文は巌谷一六の執筆によるものであった。
『段氏述筆法』完成の1年前から毎週月曜日に「述筆法堂清談会」を主宰した。書法の研究をはじめとし、詩書画の鑑識の指導などを目的とする研究会であった。雪柯によって記されたその参会の記録「述筆法堂人名簿」1冊と「述筆法堂清談会条規」の原本が残っており、その条規には次のように定められている。

1. 本会ハ同好相会シ翰墨ニ遊戯スル可トス

1. 毎会社員ノ相聚ル若クハ書若クハ画詩ヤ文ヤ其近作ニ係ル者ヲ斎帯シ以テ社中ノ品評ヲ受ヘシ

1. 法書名画珎書奇冊ノ旧蔵新獲ヲ問ハス有ラバ輙チ之ヲ本会ニ携持シ社中ノ聞見ヲ資クヘシ

1. 本会ハ松田雪柯ヲ推テ盟主トシ毎月曜日其堂ニ会シ臨書読画各自ノ適宜ニ任シ是正ヲ盟主ニ取ルヘシ

質疑問題アレバ盟長ニ就テ其説ヲ聴ヘシ

雪柯を会長として、毎回、一六・鳴鶴などが名簿に記名されているので、雪柯に指導を仰いでいたことがわかる。

## 師弟関係
- 貫名菘翁
  - 松田雪柯
    - 久志本梅荘
    - 松田南溟